# Streckhedspinnare
Streckhedspinnare (Spiris striata) är en fjärilsart som först beskrevs av Carl von Linné 1758.  Streckhedspinnare ingår i släktet Spiris, och familjen björnspinnare. Enligt den svenska rödlistan är arten sårbar i Sverige. Arten förekommer i Götaland, Gotland och Öland. Artens livsmiljö är jordbrukslandskap.

## Bildgalleri

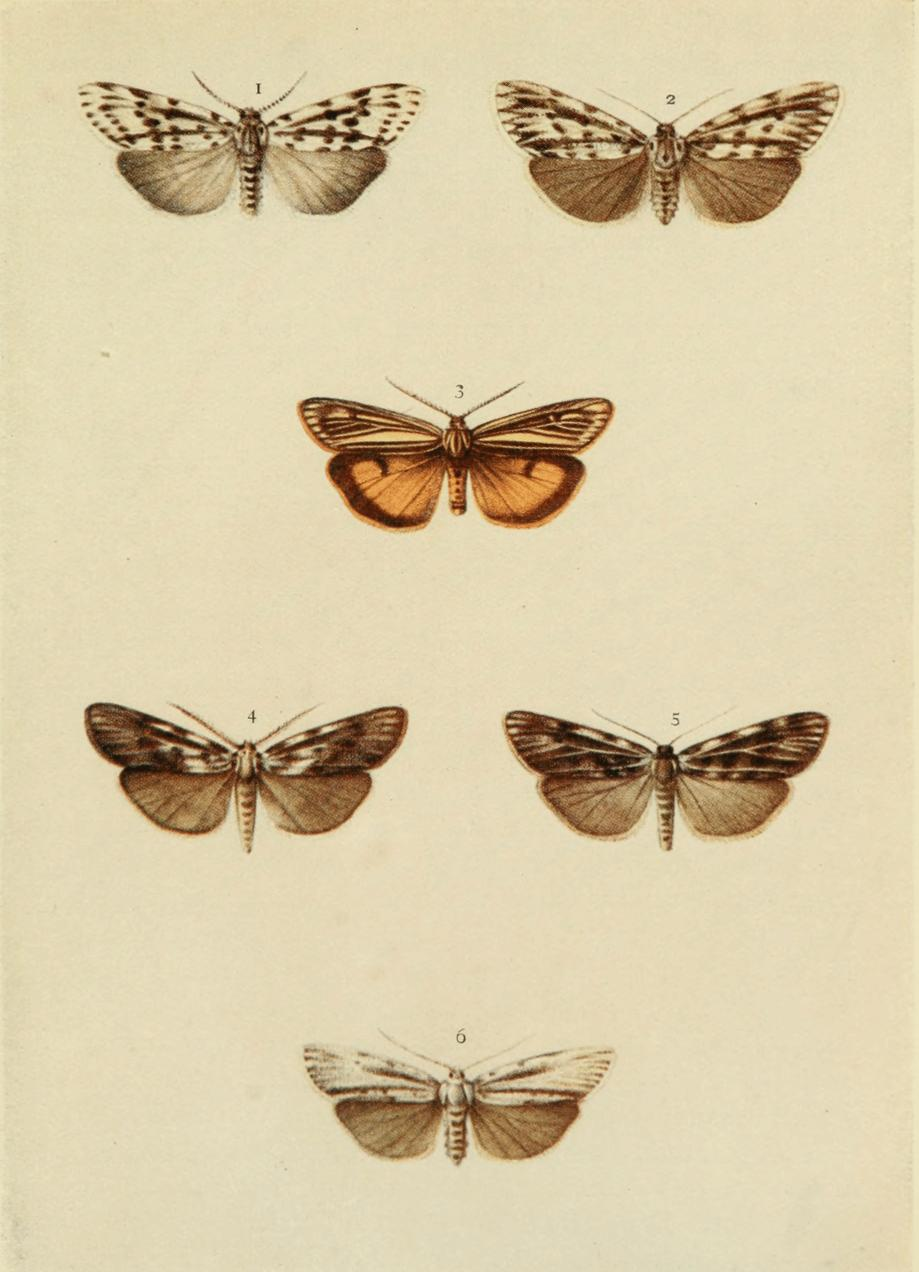
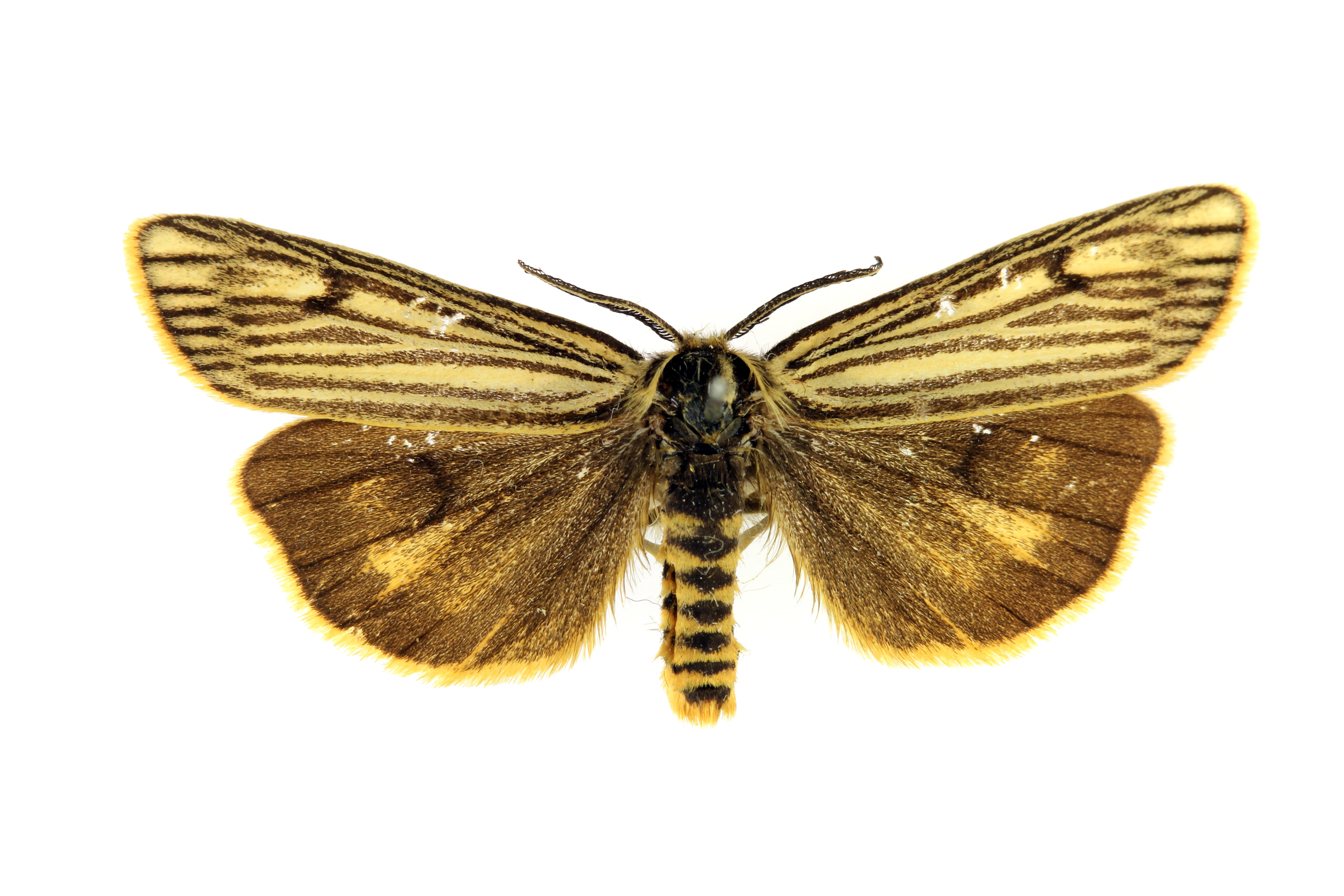
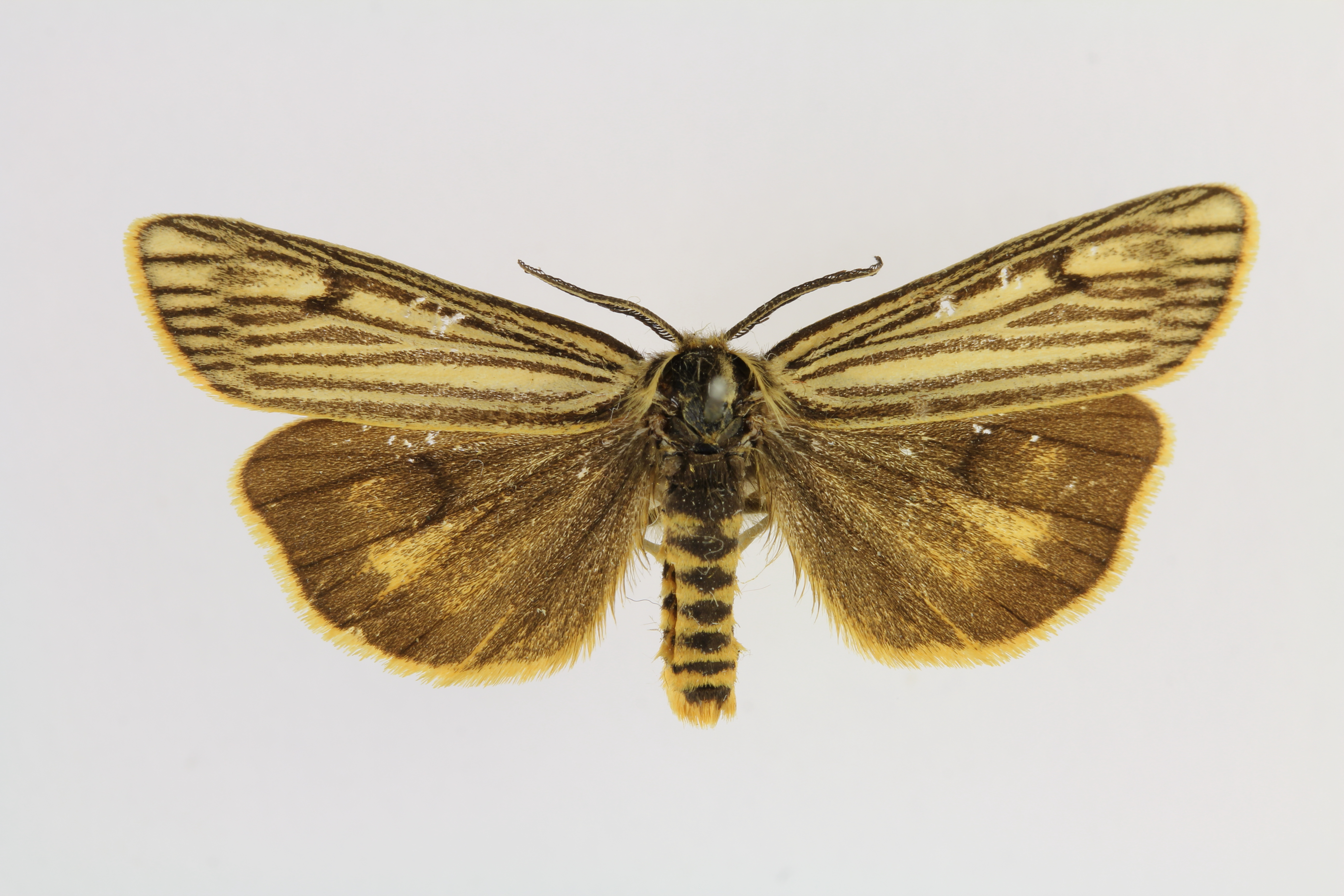
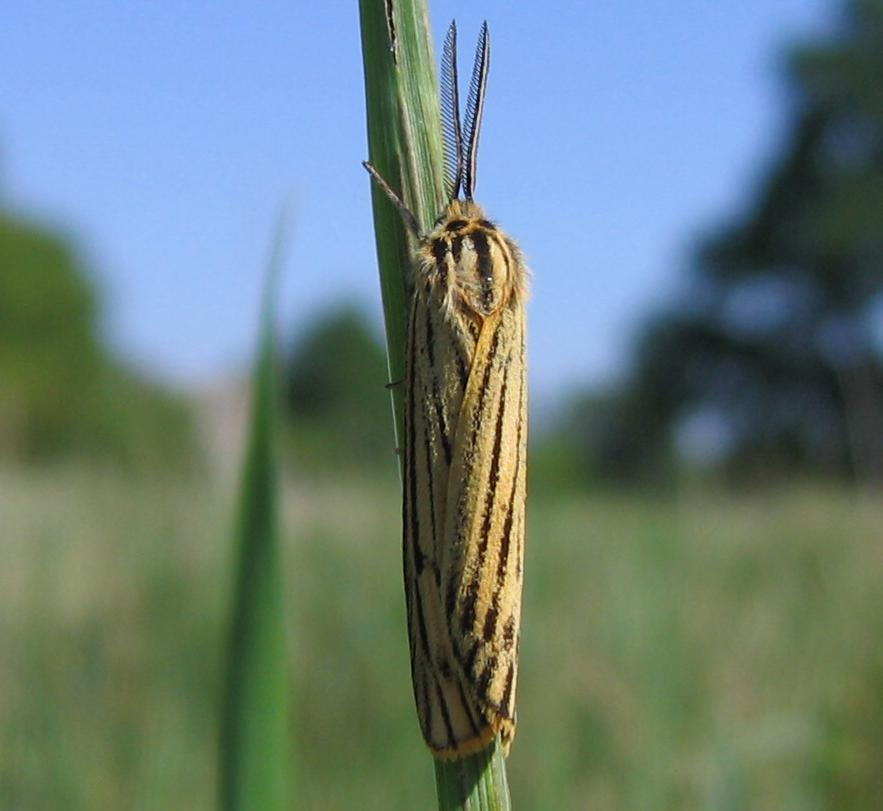